# Hradište, Partizánske
Hradište este o comună slovacă, aflată în districtul Partizánske din regiunea Trenčín. Localitatea se află la altitudinea de 212 m deasupra n.m., se întinde pe o suprafață de 8,17 km2 și în 2017 număra 1.011 locuitori.

## Istoric
Localitatea Hradište este atestată documentar din 1533.

## Demografie
| An:                | 1994 | 2004   | 2014   | 2024   |
| ------------------ | ---- | ------ | ------ | ------ |
| Număr de persoane: | 1084 | 1033   | 1005   | 980    |
| Diferență:         |      | −4,70% | −2,71% | −2,48% |

| An:                | 2023 | 2024   |
| ------------------ | ---- | ------ |
| Număr de persoane: | 983  | 980    |
| Diferență:         |      | −0,30% |